# Jefrossinja Jaroslawna

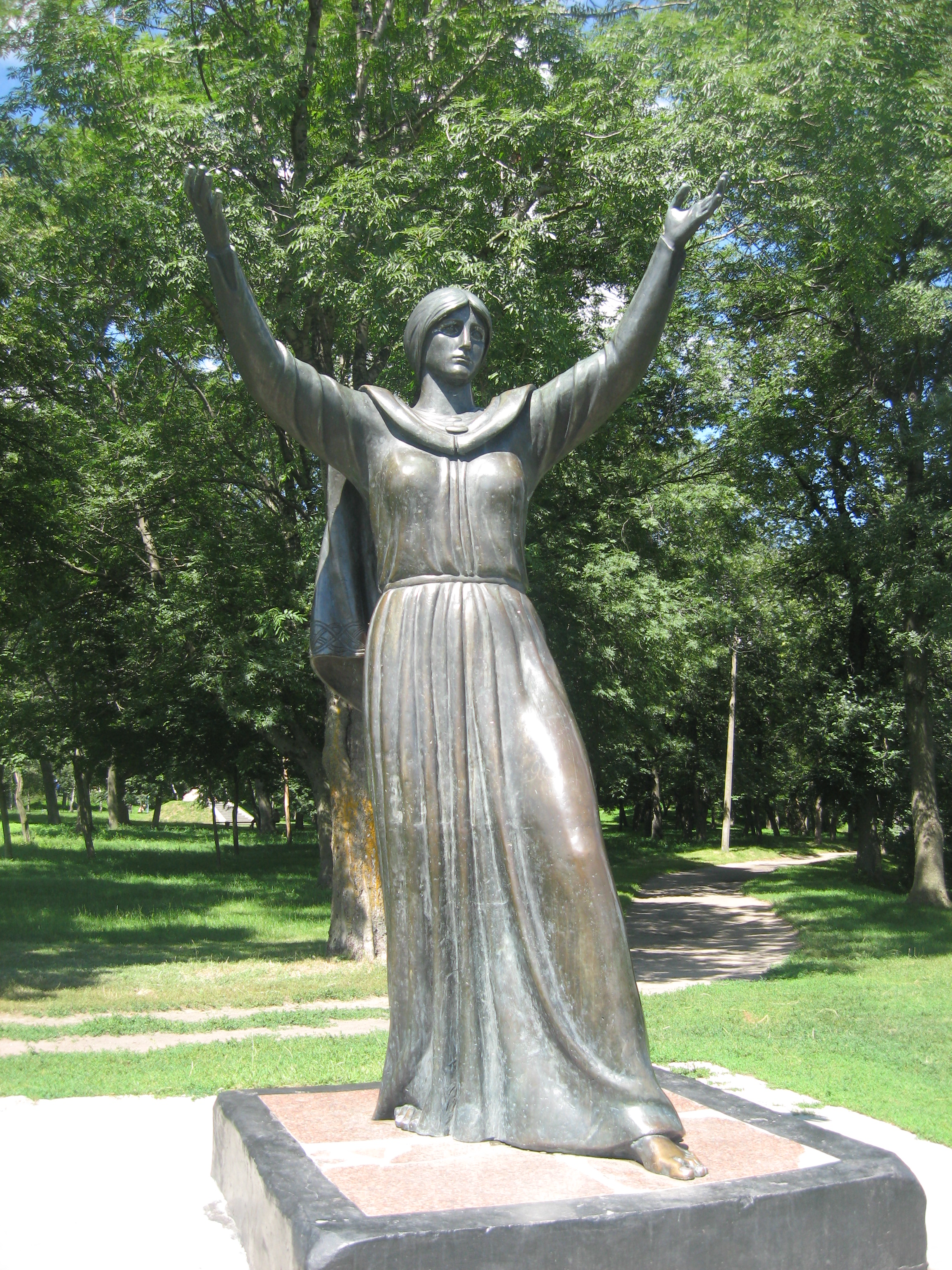
Statue von Jefrossinja in Putywl

Jefrossinja Jaroslawna (russisch Ефросинья Ярославна, ukrainisch Єфросинія Ярославна, * vor 1184; † nach 1202) war eine Fürstin der Kiewer Rus.

## Leben und Würdigung
Sie war eine Enkelin von Juri Dolgoruki und eine Tochter von Jaroslaw Osmomysl. Ihre Mutter Olga Jurjewna war eine Halbkiptschakin. Jefrossinja heiratete 1184 den Fürsten von Nowgorod-Sewerski Igor Swjatoslawitsch. Sie hatte mit ihm mindestens zwei Söhne namens Swjatoslaw und Roman.
1185 wurde Igor bei seinem missglückten Feldzug gegen die Kiptschaken gefangen genommen, woraufhin Jefrossinja sich an ihre Verwandten mit der Bitte wandte, sich für seine Freilassung einzusetzen.
In Nowhorod-Siwerskyj und Putywl wurden Statuen von Jefrossinja errichtet. Im Dezember 2022 wurde durch einen Beschluss des Stadtrates von Sumy eine Straße in der Stadt nach Jefrossinja benannt.

## Rolle imIgorlied

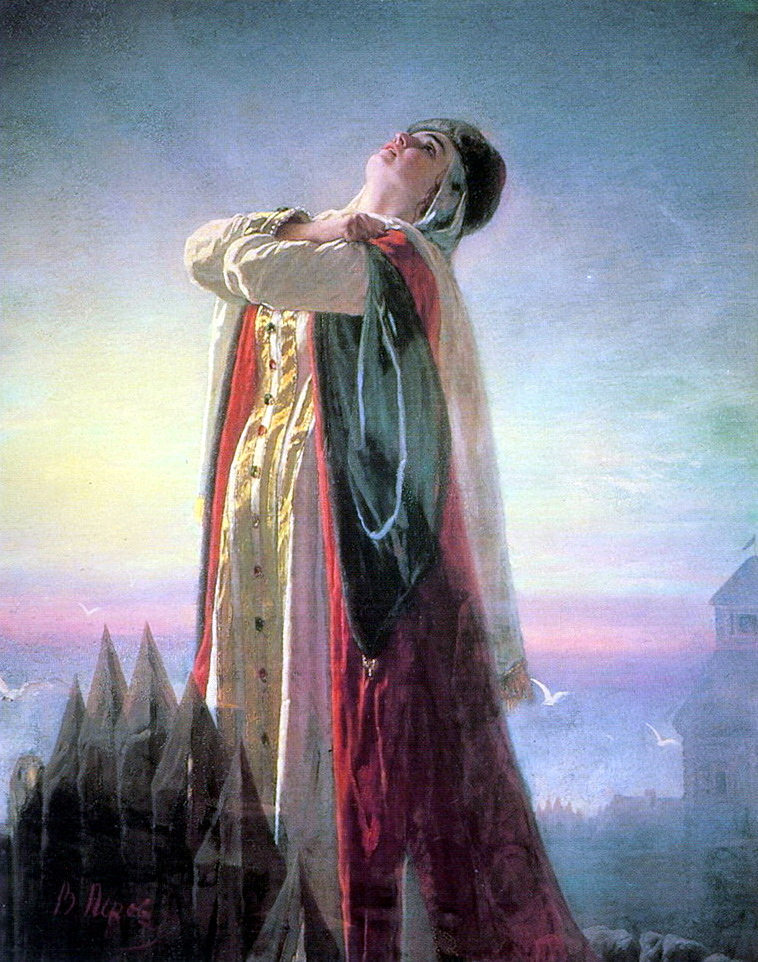
Das Gemälde „Jaroslawnas Klage“ von Wassili Perow (1881)

Jefrossinja taucht als eine Figur im Igorlied auf. Darin stellt sie sich, nachdem sie die Nachricht von der Niederlage von Igors Armee und seiner Gefangennahme erhalten hat, auf den Wall von Putywl und wendet sich in ihrer Verzweiflung an die Naturgewalten um Hilfe. Ihr Monolog besteht aus rhetorischen Appellen und Fragen, in denen sie die Allmacht der Natur preist und ihr manchmal vorwirft, den Fürsten zu behindern:
Oh Wind!

Warum bläst du so stark, Meister?

Warum schießt du feindliche Pfeile ab?

Auf den Flügeln deiner Lunge

gegen die Krieger meines Geliebten?